# Комит Аргенторатской дороги
Комит Аргенторатской дороги (лат. comes tractus Argentoratensis) — командир полевой армии (комитат), расквартированной в диоцезе Галлия и ответственной за оборону территории вокруг Аргентората. Должность появилась, по всей видимости, в последней трети IV века. Его непосредственным начальником на момент составления Notitia dignitatum (около 400 года) являлся магистр презентальной пехоты Запада и магистр презентальной кавалерии Запада. В Notitia dignitatum не указано, какие подразделения находились под командованием комита Аргенторатской дороги. Упомянуто только лишь, что войска располагались вдоль Аргенторатской дороги. Возможно, они были теми же, какие находились в распоряжении дукса Германии Первой.